# NGC 107
NGC 107 là một thiên hà xoắn ốc được ước tính cách khoảng 280 triệu năm ánh sáng trong chòm sao Kình Ngư. Nó được Otto Struve phát hiện vào năm 1866 và cấp sao của nó là 14,2.